# Capitu (filme)
Capitu é um longa-metragem brasileiro do gênero drama de 1968 dirigido por Paulo Cesar Saraceni e baseado em Dom Casmurro, de Machado de Assis. O roteiro foi escrito conjuntamente por Paulo Emílio Sales Gomes e Lygia Fagundes Telles.

## Resumo
O filme retrata a história de um casal, Capitu e Bentinho, que se conhecem desde a infância. Bentinho começa a demonstrar ciúmes da sua esposa por sentir que seu amigo, Ezequiel Escobar, está com relacionamento amigável muito próximo a ela, e desconfia de que possa estar sendo traído pela mulher e pelo amigo. Esse sentimento repercute negativamente na sua vida e sua personalidade é transformada pelo seu temperamento afetado pelo ciúmes.

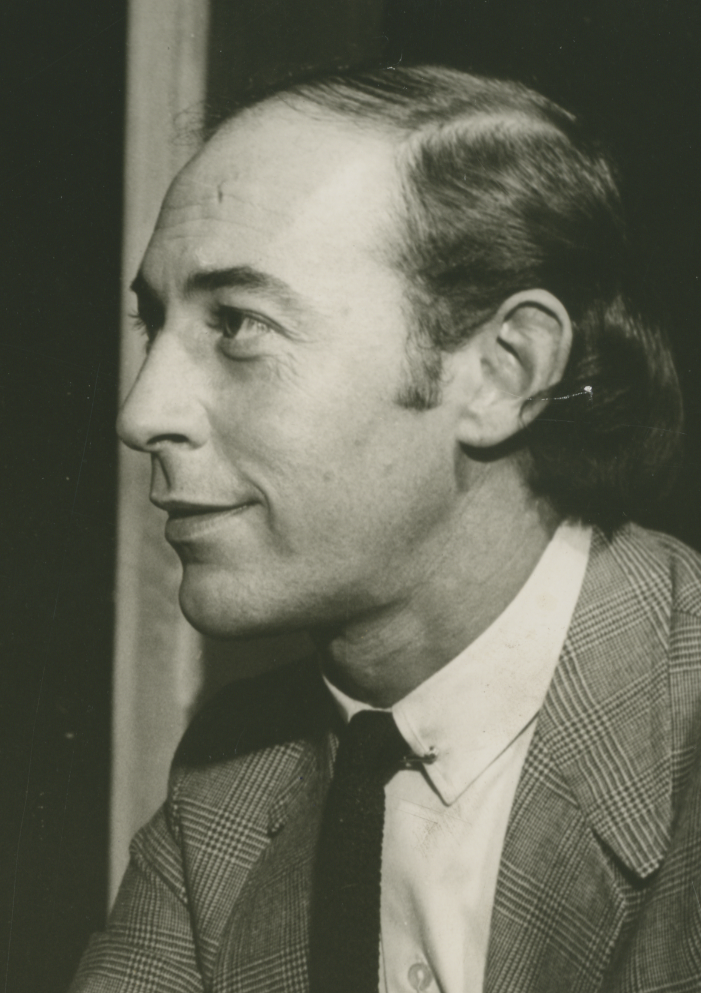
Raul Cortez interpretou Escobar.

## Elenco

Paulo Cesar Saraceni dirigiu o filme.

| Ator                      | Papel                     |
| ------------------------- | ------------------------- |
| Isabella Cerqueira Campos | Maria Capitolina (Capitu) |
| Othon Bastos              | Bento Santiago (Bentinho) |
| Raul Cortez               | Escobar                   |
| Marilia Carneiro          | Sancha                    |
| Rodolfo Arena             | José Dias                 |
| Nelson Dantas             | Pádua                     |
| Maria Morais              | Glória                    |
| Wagner Lancetta           | Ezequiel                  |
| Patricia Templer          | Capituzinha               |
| Lidia Podorolski          | Cantora                   |
| Maestrina Podorolski      | Pianista                  |
| Nilda Araújo              | Pianista                  |
| Almir Saint Clair         | ?                         |
| Gianina Singulani         | ?                         |
| Manuel Messias            | ?                         |
| Miltom de Souza           | ?                         |
| Lenoir Bittencourt        | ?                         |
| Otoniel Serra             | ?                         |
| Rosa Maria                | ?                         |
| Roberto Soares            | ?                         |
| Tereza Sá                 | ?                         |
| Antonio Ventura           | ?                         |
| Sanin Cherques            | ?                         |
| Anecy Rocha               | ?                         |

## Premiações
Festival de Cinema de Brasília em 1968:
- Melhor ator coadjuvante (Raul Cortez);
- Melhor roteiro;
- Melhor cenografia